# 罗伯特·莱克
罗伯特·莱許（英語：Robert Bernard Reich，1946年6月24日—），美国劳工部前部长、政治家、学者、作家、时事评论员，美国加州大学伯克利分校公共关系学教授。

## 早年生平
罗伯特·莱許（Robert Reich）1946年出生于斯克兰顿 (宾夕法尼亚州)的一个犹太人家庭，相继毕业于达特茅斯学院，牛津大学大学学院和耶鲁法学院。

## 从政经历
罗伯特·莱許是比尔·克林顿第一任內閣的勞工部長。他曾在Hardball with Chris Matthews、This Week with George Stephanopoulos、CNBC的Kudlow & Company和Marketplace等节目中担任评论员。2008年，《时代周刊》将其评为本世纪最成功十大内阁成员之一，《华尔街时报》将其评为美国十大商业思想家之一。1991年发表《国家的工作》一书，认为国家应积极介入经济问题。

## 研究教学
罗伯特·莱許现任加州大学伯克利分校戈尔德曼公共政策学院（Goldman school of public policy）当任教授，是美国艺术与科学院院士。

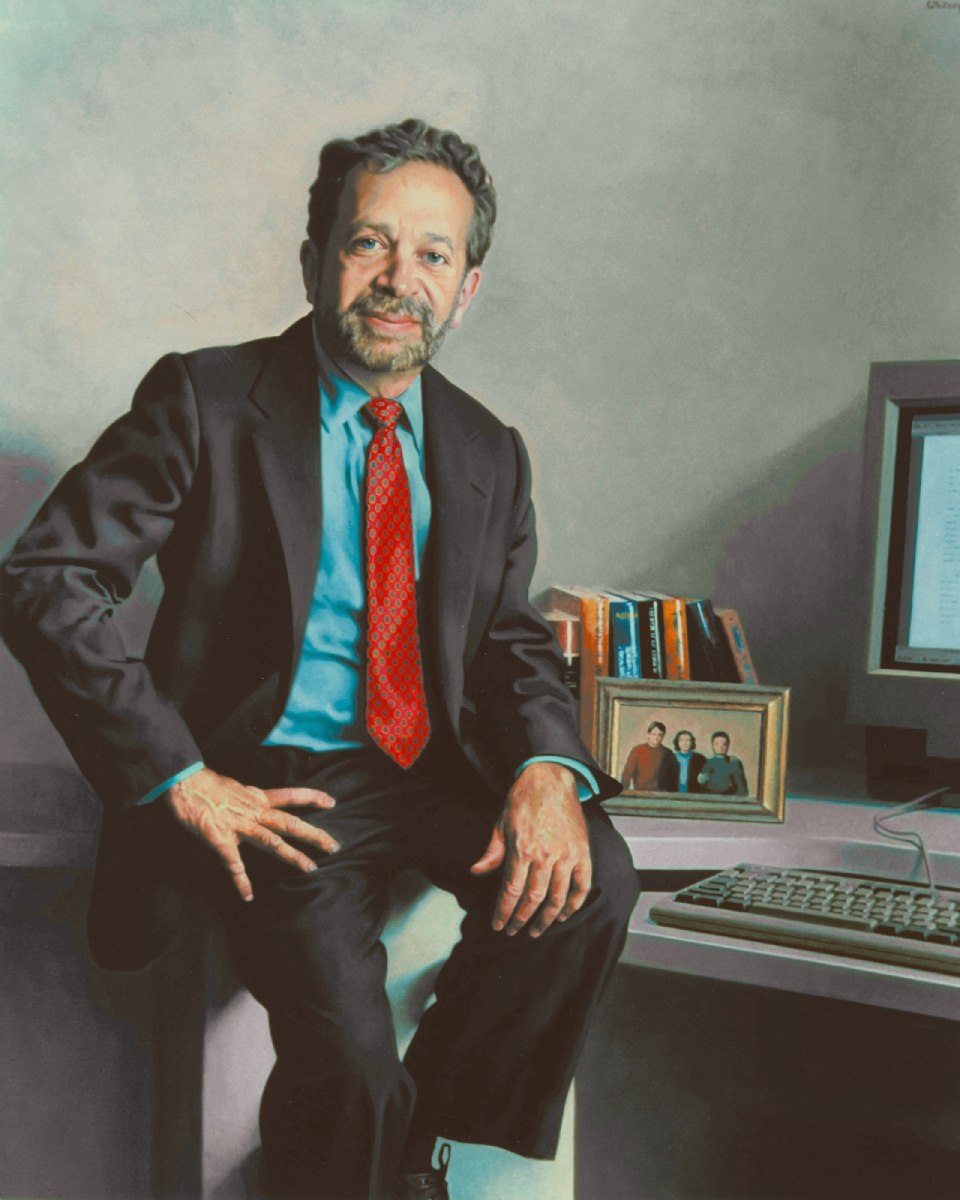
罗伯特·莱許